# ベバスト

ベバスト（Webasto SE ）は、ドイツに本拠地を置く自動車関連企業である。

## 概要
1901年に創業し、営業拠点は46カ国、製造拠点は15カ国に渡る多国籍企業である。事業は主に自動車ルーフとヒーター。ヒーターはヨーロッパの厳しい気候で培われた品質に定評があり、キャンピングカーなどの防寒用に日本市場でも最も愛用されている。

## FFヒーター
自動車本体のエンジンを切ったままで使用できる、主にキャンピングカーやトラック向けのいわゆるパーキングヒーターである。燃料はガソリン、軽油、灯油が使用でき、モデル名に入っている数値はW数での最大暖房能力を示す。外気を暖めるのではなく車内の空気を循環させる設計のために熱効率が高く、2.0 kWモデルで燃料消費は1時間使用して0.18リットル程度、温度センサーで調整しつつ暖めるので8時間使用しても1.0 - 1.5リットルである。「ベバストヒーター」はおろか、「ベバスト」という社名自体が自動車用パーキングヒーターの代名詞となっているほどメジャーな製品である。ボルボの商用車など、車両によっては新車時にライン装着されるオプションとして選択することも可能である。

## ウェバスト式暖房
上記のFFヒーターを鉄道車両用としたもので、蒸気暖房やエンジンからの温水暖房が使えない状況において活用された。日本では国鉄がウェバスト式と名付けたためこの名称で知られているが、国鉄のみならず私鉄の車両にも採用されている。

## 日本法人
1978年に大協（現ダイキョー・ニシカワ）との共同出資でダイキョー・ベバストが設立された。1978年にはマツダ・RX-7のデタッチャブルブルトップを開発。1985年には世界初の電動式キャンバストップを開発してフォード・フェスティバに採用、後に日産・マーチにも採用された。1995年にはマツダ・ボンゴフレンディのオートフリートップを納入。
1999年ベバストの100％出資のベバストジャパン（英語:Webasto Japan Co., Ltd ）が設立され、同時にヒーターにも参入した。2002年にはダイハツ・コペンのデタッチャブルハードトップを納入している。2006年には開閉時間世界最速を実現したマツダ・ロードスターのリトラクタブルハードトップを納入している。2007年に日産・ムラーノのパノラマルーフを納入している。
またかつて汎用性の高い後付けタイプサンルーフも製作しており、世界中のマーケットへ輸出をしていた。現在後付けサンルーフは日本国内でベバストジャパンから切り離されベバストのオランダ工場で生産されレアバリュージャパンが輸入、販売を手がける。

## 後付けサンルーフ
以前から日本国内であらゆる自動車に取り付けが可能なサンルーフの要望があり、ダイキョー・ベバストからドイツ本国へ提言する形で製作が始まった。1986年には手動式後付けムーンルーフX-03を開発。日本国内での販売をレアバリュージャパンが手がけた。1992年にムーンルーフX-03を発展させて電動での開閉を可能にしたトップスライダーを開発、販売開始。
その後ドイツベバストは後付けサンルーフ専用の開発拠点をオランダのカンペンに設立し本格的な世界販売を始める。1997年にスカイトップ101、2002年にストラトス300、2004年には世界的に大ヒットとなるホランディア100およびホランディア300シリーズを販売開始。2006年には史上初の後付けキャンバストップホランディア400シリーズを発売する。ホランディア400シリーズは日本国内でも人気を呼び、日本車メーカーへのOEM供給もされる。2016年には日本国内販売をレアバリュージャパンに完全集約し、新たな電動ガラスサンルーフH300を発売する。